# God Bless the Child (Billie Holiday)
Pour les articles homonymes, voir God Bless the Child.
Singles de Billie Holiday
Strange Fruit
(1939) Good Morning Heartache
(1946)
God Bless the Child est une chanson de Billie Holiday, écrite par Billie Holiday et Arthur Herzog Jr. en 1939. Elle est enregistrée pour la première fois le 9 mai 1941 et sort en 1942 sous le label Okeh Records.
La version de Billie Holiday de cette chanson est honorée du Grammy Hall of Fame Award en 1976. Elle est aussi comprise dans la liste des Songs of the Century établie par la Recording Industry Association of America et la National Endowment for the Arts.

## Origine et interprétation
La chanson a été créée à l'époque où la société américaine de gestion des droits d'auteur ASCAP était paralysée par les stations de radio ; pour les représentations radiophoniques, les artistes devaient donc recourir à des chansons dont les auteurs n'étaient pas membres de l'ASCAP. Il existe deux versions de la genèse de God Bless the Child, celle d'Arthur Herzog et celle de Billie Holiday.
Herzog se souvient de la genèse de la chanson comme suit : « Elle devait me fournir une expression désuète du Sud dont on pourrait faire une chanson, quelque chose comme Water Boy. Elle se grattait la tête et ne trouvait absolument rien. En discutant, nous en sommes venus à parler de sa mère, Sadie, et du fait qu'elle voulait maintenant ouvrir un restaurant tardif sans concession, et qu'elle demandait donc constamment de l'argent à Billie, et que Billie n'avait pas envie de lui en donner constamment. Et soudain, elle a éclaté de colère : God bless the child ! Je lui ai répondu : Billie, qu'est-ce que ça signifie ?. Elle a répondu : Eh bien, tu sais, d'habitude on dit ça quand ta mère a de l'argent, ta sœur a de l'argent, ton cousin a de l'argent, mais tant que tu n'en as pas, que Dieu bénisse l'enfant qui a le sien. Et j'ai répondu : C'est exactement ça, Billie. Et il nous a fallu à peine vingt minutes pour écrire la chanson telle qu'elle existe aujourd'hui. » En échange de cette participation (minimale) et de l'enregistrement de la chanson, Herzog lui a cédé 50 % des droits d'auteur.
Selon la version de Holiday, sa mère n'avait pas demandé d'argent, mais ne voulait pas en donner elle-même. Elle en aurait été tellement irritée que la chanson serait née en elle pendant des semaines et aurait continué à mûrir. Elle s'est ensuite approchée de Herzog et lui a chanté, qui l'a ensuite rassemblée note par note sur le piano et l'a mise sur papier. Dans son autobiographie Lady Sings the Blues, Billie Holiday indique qu'une dispute avec sa mère à propos d'argent a conduit à cette chanson. Elle déclare que pendant la dispute, elle a dit « Dieu bénisse l'enfant qui a le sien ». La colère suscitée par l'incident l'a amenée à utiliser cette phrase comme point de départ pour une chanson, qu'elle a travaillée en collaboration avec Herzog.
Dans son livre Jazz Singing de 1990, Will Friedwald décrit la chanson comme « sacrée et profane », car elle fait référence à la Bible tout en indiquant que la religion semble ne pas avoir d'effet sur la manière dont les gens se traitent mutuellement.

## Analyse
Interprétée en tempo moyen, la chanson est structurée dans la forme AABA, les parties A étant toutes dans une tonalité majeure et la partie B dans une tonalité mineure. La séquence harmonique est construite sur une série de cadences plagales (IV-I). Le chorus de  blues est raccourci à dix mesures dans la partie A et donne au morceau un peu du « caractère fascinant d'un numéro de blues traditionnel archaïque ».
Billie Holiday a chanté la chanson pour la première fois en 1941 dans un parlando bluesy avec un rubato extrêmement retardé.

## Sessions d'enregistrement de Billie Holiday
Billie Holiday a enregistré la chanson trois fois.
Premier enregistrement (Session #44, Columbia/Okeh) : Columbia Studio A, 799 Seventh Avenue, New York City, 9 mai 1941, Eddie Heywood Jr. et son orchestre avec Roy Eldridge (trompette), Jimmy Powell (en) et Lester Boone (saxophone alto), Ernie Powell (trompette), Eddie Heywood Jr. (piano), Johan Robins (guitare), Paul Chapman (guitare), Grachan Moncur II (en) (basse), Herbert Cowans (en) (batterie), Billie Holiday (chant).

## Impact et autres interprétations
L'interprétation par Billie Holiday a eu un tel succès que God Bless the Child a été repris plus tard par de nombreux musiciens ; toutefois, les vocalistes ont hésité à chanter la chanson du vivant d'Holiday décédée en mars 1959. On peut citer les reprises de Lou Rawls (1962), Ella Fitzgerald, Carmen McRae, Gladys Knight, Abbey Lincoln, Ernestine Anderson, Diane Schuur, Aretha Franklin, Sondra Williams, Richie Havens et Stevie Wonder.
La composition a également été interprétée par de nombreux instrumentistes comme Eric Dolphy (qui a présenté le morceau cinq fois entre 1961 et 1963), Sonny Rollins (1962), Freddie Hubbard ou Blood, Sweat & Tears, bien sûr aussi par le dernier pianiste de Holiday, Mal Waldron, en compagnie de Jackie McLean. (1976). D'autres saxophonistes comme Stanley Turrentine (1963, 1995), Archie Shepp, Heinz Sauer ou David Murray se sont emparés de la chanson, tout comme Wes Montgomery ou Keith Jarrett.
De plus, il existe une version de Lisa Simpson sur l'album de Les Simpson The Simpsons Sing the Blues. Enfin, elle a même servi de base à un livre pour enfants, dans lequel les paroles de Holiday se réfèrent à l'histoire d'une famille pendant la Grande Dépression et sont illustrées par Jerry Pinkney.
La chanson a été inscrite au Grammy Hall of Fame Awards en 1976 et fait partie de la liste Songs of the Century publiée en 2001 par la Recording Industry Association of America.
Quelques exemples :
- 1959 - Le tromboniste J. J. Johnson enregistre une ballade instrumentale pleine d'émotion pour son album Really Livin', plusieurs semaines avant la mort de Holiday en mars 1959[11].
- 1961 - Le multi-instrumentiste Eric Dolphy interprète un solo de référence (le 16 juillet 1960 au Five Spot, à New York City) à la clarinette basse, disponible sur l'album Here and There (en) (Prestige Records, 1966).
- 1961 - Le saxophoniste Eddie Harris enregistre la chanson pour son album Mighty Like a Rose ; la version de Harris est diffusée à la radio[11].
- 1962 - Le saxophoniste Sonny Rollins enregistre une version éparse pour son album The Bridge ; le guitariste Jim Hall l'accompagne[11].
- 1968 - Stevie Wonder sur l'album For Once in My Life (1968).
- 1968 - Le groupe blues rock-jazz fusion Blood, Sweat & Tears interprète la chanson sur son double album de platine Blood, Sweat & Tears, avec au chant  David Clayton-Thomas[11].
- 1972 - Diana Ross interprète la chanson dans le film de 1972 Lady Sings the Blues. L'album de la bande originale a atteint la première place du classement des albums du Billboard pour les semaines du 7 et 14 avril 1973[12].
- À la fin des années 1980, David Peaston a remporté plusieurs concours lors de l'émission télévisée Showtime at the Apollo avec une interprétation puissante de la chanson, qui a été incluse dans son premier album de 1989 Introducing...David Peaston[13].
- 1992 - Eva Cassidy sur l'album The Other Side (1992) avec Chuck Brown.

## Au cinéma
La chanson a fait partie de la bande originale du film de Steven Spielberg de 1993 La liste de Schindler : le jazz avait été interdit par les nazis, de sorte qu'en incluant la chanson, Spielberg a souligné la distance de Schindler par rapport au régime.